# Психо 2
«Пси́хо 2», або «Психо́з 2» (англ. Psycho II), більш точний переклад — «Псих 2» — американський психологічний трилер 1983 року, знятий Річардом Франкліном.

## Сюжет
Нормана Бейтса звільняють з психіатричної лікарні, де він провів 22 роки. Лайла Луміс, сестра Меріон Кейн, вирішує взяти правосуддя у свої руки та подає петицію, зібравши більше 743 підписів за те, аби Бейтса повернули під варту. Але все даремно — влада відмовляється прислухатися до Лайли. Норман повертається в свій старий будинок — мотель Бейтсів. Лікар Білл Реймонд намагається переконати Нормана в тому, що він вилікувався і його життя налагодиться, але він не підозрює, що жах лише щойно почався.
Норман отримує роботу в місцевому кафетерії та повертається до рідного будинку, де виявляє керівника Воррена, який перетворив мотель у місце розпусних ігор та сумнівних веселощів для місцевої молоді. Лайла, яка бажає довести, що Норман досі є небезпечним для людей, підсилає до нього свою доньку, яка представляється іменем загиблої тітки й намагається в будь-який спосіб нагадати Бейтсу про його матір. Поступово дівчина проймається симпатією до Нормана й вона не може повірити, що чоловік причетний до зникнення місцевого юнака. Й хоча здається сумнівним, що це справа рук Нормана, але хтось в костюмі його матері вбиває Лайлу Луміс…

## В ролях
- Ентоні Перкінс — Норман Бейтс
  - Оз Перкінс — молодий Норман Бейтс
- Віра Майлз — Лайла Луміс
- Денніс Франц — Воррен Тумі
- Роберт Лоджа — Лікар Білл Реймонд
- Меґ Тіллі — Мері Луміс
- Г'ю Джіллін — Шериф Джон Гант
- Роберт Алан Браун — Ральф Статлер
- Клаудіа Бріар — Місіс Емма Спул
- Бен Гартіґан — Суддя
- Лі Ґарлінґто — Мірна
- Тім Мейєр — Джош
- Джілл Керолл — Кім
- Кріс Гендрі — Офіцер Пул

## Слогани фільму
- «It's 22 years later, and Norman Bates is finally coming home!» — «Минуло 22 роки й Норман Бейтс нарешті повертається додому!»
- «Norman Bates is back. Coming home was a bad mistake!» — «Норман Бейтс повернувся. Повернення додому було великою помилкою!»
- «Just when you thought it was safe to go back to the shower!» — «Саме тоді, коли ви думали, що це безпечно повернутися до душу!»
- «It's 22 years later and Norman Bates is coming home.» — «Минуло 22 роки й Норман Бейт повертається додому.»
- «The Bates Hotel Is Back In Business!» — «Готель Бейтса повертається до роботи!»

## Цікаві факти
- Персонаж Меґ Тіллі використовує псевдонім Мері Семюельс (англ. Mary Samuels) — те саме ім'я, яке було й в героїні Джанет Лі в оригінальному фільмі, лише з іншим написанням (англ. Marie Samuels)
- Відомий силует Альфреда Хічкока з'являється в сцені, коли Норман та Мері вперше заходять в кімнату матері Нормана, просто перед тим, як вимкнуть світло. Хічкок відомий тим, що він з'являвся в кожному своєму фільмові, й тим самим автори фільму віддали данину легендарному режисерові.
- 1982 року Роберт Блох написав продовження свого роману під назвою Психоз 2, але книга відрізнялась своєю стилістикою — вона була сатирою на жанр Голлівудського слешеру. Такий підхід не зацікавив продюсерів й вони вирішили знімати свою версію другої частини серіалу.[1]
- За початковим задумом фільм мав зніматися відразу для кабельного телебачення.[2]
- Ентоні Перкінс відмовився від ролі Нормана, але коли дізнався, що є інші претенденти (такі, як Крістофер Вокен), то відразу погодився.[3]
- Місто Фейрвел було побудовано на відомій площі міської мерії на студії Universal, де також знімали трилогію «Назад у майбутнє», «Гремліни» (1984) та багато інших фільмів.
- Молодого Нормана в сцені флешбеку, коли глядачі бачать відображення хлопчика в дверній ручці, зіграв Оз Перкінс — син Ентоні Перкінса.
- Режисер Річард Франклін з'являється в фільмі в ролі чоловіка, який грає в ігровий автомат у кафетерії, де працює Норман, а сценарист Том Голланд зіграв помічника шерифа Норріса.
- Незадовго до початку зйомок фільму душ з першої частини було викрадено з майданчика і його довелося замінити на новий.
- В дитинстві Меґ Тіллі не дозволяли дивитися фільми, тому вона не здогадувалась про славу оригінального фільму й не розуміла, чому ЗМІ підняли стільки галасу через повернення Ентоні Перкінса до нового фільму. Одного разу вона відверто його спитала про це — відтоді Перкінс не розмовляв з актрисою під час зйомок фільму, сильно образившись на партнерку, й навіть рекомендував замінити актрису, не зважаючи на те, що було відзнято вже половину всіх сцен за її участі.
- В оригінальному сценарії наприкінці фільму в офісі шерифа виявляється, що Мері вижила після вогнепального поранення, але з'їхала з ґлузду через пережите.
- Частина декорацій мотелю все ще існувала від 1960 року, але на момент зйомок фільму були трохи реконструйовані — так було відбудовано всього 40 футів будівлі, інша його частина була намальована на матерії.
- Початково продюсери бажали, аби роль Мері Луміс зіграла актриса Джеймі Лі Кертіс — донька Джанет Лі.
- Зйомки фільму відбувались на студії Universal у Каліфорнії в павільйоні № 24 від 30 червня по серпень 1982 року.

## Музика
Музику до фільму написав відомий Голлівудський композитор Джеррі Голдсміт. Крім того, в стрічці було використано музику з оригінального фільму 1960 року.
1. The Murder (Композитор — Бернард Ґерман)
2. Main Title
3. Don't Take Me
4. Mother's Room
5. It's Not Your Mother
6. New Furniture
7. The Cellar
8. Blood Bath
9. End Title

Крім того, Ентоні Перкінс виконує на фортепіано два твори Людвіґа ван Бетховена — Місячну сонату та Патетичну сонату.